# شاتاریزلی
شاتاریزلی (ترکی آذربایجانی: Şatarizli) یک منطقهٔ مسکونی در جمهوری آرتساخ است که در استان کاشاتاق واقع شده‌است.